# Paola Vintimilla
Paola Vintimilla Moscoso (Quito, 29 de agosto de 1971) 
es una política, comunicadora y exmodelo ecuatoriana. Fue Asambleísta Nacional por el Partido Social Cristiano.

## Biografía
Nacida en la ciudad de Quito el 29 de agosto de 1971, Paola es hija de Leopoldo Vintimilla Ordóñez y Sonnia Moscoso Macías, ambos de origen cuencano. Estudió un diplomado en gobernanza y liderazgo político que concluyó en el año 2016.

### Vida pública
Paola Vintimilla inició su vida pública a los 19 años como modelo de varios comerciales de televisión para importantes marcas en 1991 se presentó al concurso Reina de Quito en su edición 1991, en el cual resultó ganadora. En 1993 fue primera finalista del certamen de Miss Ecuador, y ello le permitió representar al país en el concurso Reina Sudamericana. en el cual se llevó la primera corona internacional para Ecuador además del rostro más bello de Sudamérica. 
Poco después Vintimilla dio el salto al mundo de la televisión, en el que se desarrolló principalmente como presentadora. Su primera oportunidad la obtuvo en el programa matutino Complicidades, de Ecuavisa, en el que trabajó junto a Marco Ponce y Yolanda Torres desde los estudios de la ciudad de Quito por tres años. Posteriormente se trasladó a Guayaquil debido a su primer matrimonio, y allí se transformó en presentadora de noticias para Telesistema, en donde permaneció otros tres años.
Entre 1998 y 2000, antes de que el evento desapareciera, fue la presentadora anual del Festival OTI de la Canción capítulo Ecuador, época en la que además conducía el programa semanal Telebingo. Su trabajo internacional de mayor reconocimiento llegó en el año 2010, cuando fue escogida como presentadora del canal History para el programa Historia Secreta - Quito.
Sus últimos trabajos televisivos fueron en el programa de farándula Gente, de la cadena Telerama, y en el de variedades femeninas Así Somos de Ecuavisa, en el que estuvo por dos de las tres temporadas que duró al aire. Más tarde incursionó también en el mundo de la radio, en la que actualmente conduce un programa en la estación FM Mundo.

### Carrera política
En junio de 2016 inició conversaciones con Jaime Nebot, líder del Partido Social Cristiano, y en el mes de agosto se vinculó a La Unidad, una agrupación que originalmente agrupaba varios partidos de ideologías diferentes pero que terminó por desaparecer, y con los cuales Vintimilla tendría su primera participación en el mundo de la política. El 10 de noviembre se anunció su candidatura oficial para asambleísta nacional por el PSC.
Vintimilla resultó elegida e inició su periodo destacándose por sus continuas denuncias contra el Caso Odebrecht, que vinculaba al vicepresidente Jorge Glas y otros ministros del Gobierno de Rafael Correa con la red de corrupción y sobornos que esta empresa brasilera realizó en el país y América. Renunció a su curul para terciar la candidatura de la alcaldía de Quito, tras el cese de la Asamblea Nacional en el 2023, lo cual terminó con su periodo, el 19 de junio del 2023, regresó a la pantalla chica, esta vez en TC Televisión, en el espacio de noticias, El Noticiero, tras casi 15 años fuera de la misma, por el cual fue recibida por muchos amigos y colegas, quienes le dejaron mensajes alagadores en sus redes sociales.
En junio de 2023 regresa a la televisión en el noticiero estelar de TC Televisión.